# Културна дипломатија
Културна дипломатија је врста јавне дипломатије и меке моћи која укључује „размену идеја, информација, уметности, језика и других аспеката културе међу нацијама и грађанима у циљу неговања међусобног разумевања“. Сврха културне дипломатије је да људи стране нације развију разумевање идеала и институција  другенације у настојању да придобију широку подршку економским и политичким циљевима. У суштини „културна дипломатија открива душу нације“, што заузврат ствара утицај. Иако се често занемарује, културна дипломатија може да игра и игра важну улогу у остваривању националне безбедности.

## Дефиниција
Култура је скуп вредности и навика које стварају смисао за друштво. Ово укључује и високу културу (књижевност, уметност и образовање, која се допада елитама) и популарну културу (која апелује на масе) То је оно што владе настоје да покажу страној публици када се баве културном дипломатијом. То је врста меке моћи, која је „способност да добијете оно што желите кроз привлачнос, а не путем принуде или плаћања. Она произилази из културе једне земље, политичких идеала и политике.“ То указује да је вредност културе њена способност да привуче странце у један народ. Културна дипломатија је такође компонента јавне дипломатије. Јавна дипломатија је унапређена већим друштвом и културом, али истовремено јавна дипломатија помаже да се „прошире и рекламирају то друштво и култура широм света“. Могло би се тврдити да информативна компонента јавне дипломатије може бити у потпуности ефикасна само тамо где већ постоји однос који даје кредибилитет информацијама које се преносе. Ово долази из познавања културе другог. Културна дипломатија је названа „главном осовином јавне дипломатије“ јер културне активности имају могућност да покажу најбоље од једне нације. На овај начин су културна дипломатија и јавна дипломатија блиско повезане.
Ричард Т. Арнт, раније активан у културној дипломатији Стејт департмента, рекао је „Културни односи расту природно и органски, без владине интервенције – трансакције трговине и туризма, токови студената, комуникације, циркулација књига, миграција, приступ медијима, међубракови – милиони свакодневних међукултуралних сусрета. Ако је то тачно, може се рећи да се културна дипломатија одвија само када формалне дипломате, које служе националним владама, покушавају да обликују и каналишу овај природни ток да унапреде националне интересе.“ Важно је напоменути да, док је културна дипломатија, као што је горе наведено, владина активност, приватни сектор има садржава практичну улогу јер влада не ствара културу, стога може само покушати да културу учини познатом и дефинисати утицај који ће овај органски раст имати на националне политике. Културна дипломатија покушава да управља међународним окружењем користећи ове изворе и достигнућа и обзнањујући их у иностранству. Важан аспект овога је слушање – културна дипломатија треба да буде двосмерна размена. Ова размена онда има за циљ да подстакне међусобно разумевање и тиме освоји утицај унутар циљне нације. Културна дипломатија свој кредибилитет не црпи из блискости са владиним институцијама, већ из своје близине културним властима.

## Сврха
На крају крајева, циљ културне дипломатије је да утиче на другу страну и искористи свој остварени утицај, који се гради на дужи рок, као неку врсту резерве добре воље за добијање подршке за политику. Настоји да искористи елементе културе да подстакне странце да:
- имају позитиван поглед на народ, културу и политику земље
- подстаћи већу сарадњу између два народа
- помоћ у промени политике или политичког окружења циљне нације
- спречити, управљати и ублажити сукобе са циљном нацијом

Заузврат, културна дипломатија може помоћи једној нацији да боље разуме страну нацију са којом се бави и подстиче међусобно разумевање. Културна дипломатија је начин вођења међународних односа без очекивања било чега заузврат на начин на који традиционална дипломатија обично очекује. Програми културне размене функционишу као медиј за преношење повољног утиска о страној земљи како би стекли разумевање и одобравање странаца у њиховим културним праксама и натурализовали њихове друштвене норме међу другим културама.
Уопштено говорећи, културна дипломатија је више фокусирана на дугорочну, а мање на специфична питања политике. Намера је да се изгради утицај на дужи рок када је то потребно директним ангажовањем људи. Овај утицај има импликације у распону од националне безбедности до повећања туристичких и комерцијалних могућности. То омогућава влади да створи „темељ поверења“ и међусобног разумевања које је неутрално и изграђено на међуљудским контактима. Још један јединствен и важан елемент културне дипломатије је њена способност да допре до младих, не-елита и друге публике изван традиционалног дипломатског круга. Укратко, културна дипломатија поставља семе идеала, идеја, политичких аргумената, духовних перцепција и опште тачке гледишта света која може, али не мора да цвета у страној нацији. Дакле, идеологије које шири културна дипломатија о вредностима у које амерички народ верује омогућава онима који траже бољи живот да погледају ка западном свету где се срећа и слобода приказују као пожељни и оствариви циљеви.

## Повезаност са националном безбедношћу
Прво и најважније, културна дипломатија је демонстрација националне моћи јер показује страној публици сваки аспект културе, укључујући богатство, научни и технолошки напредак, конкурентност у свему, од спорта и индустрије до војне моћи, и свеукупно самопоуздање нације. Перцепција моћи очигледно има важне импликације на способност нације да осигура своју безбедност. Пошто културна дипломатија укључује политичке и идеолошке аргументе, и користи језик убеђивања и заговарања, може се користити као инструмент политичког ратовања и бити корисна у постизању традиционалних циљева рата. Цитиран је кинески активиста који је рекао „Гледали смо много холивудских филмова – они приказују венчања, сахране и одласке на суд. Зато сада мислимо да је сасвим природно да идете на суд неколико пута у животу.“ Ово је пример културног извоза – холивудских филмова – који би могао имати суптилан ефекат на правни систем у Кини, што би на крају могло да користи Сједињеним Државама или било којој другој нацији која жели да види демократскију Кину. Ово је начин на који идеје и перцепције могу на крају утицати на способност једне нације да постигне своје циљеве националне безбедности.
У смислу политике која подржава циљеве националне безбедности, информациона револуција је створила све повезанији свет у коме јавна перцепција вредности и мотивације може створити окружење које омогућава или онемогућава у потрази за међународном подршком политикама. Борба да се утиче на важне међународне догађаје све је више усмерена на победу у борби за информисање како би се дефинисала интерпретација акција држава. Ако се нека акција у иностранству не тумачи онако како јој је нација намењена, онда сама акција може постати бесмислена. Културна дипломатија може створити окружење у којем се нација прихвата као у основи добра, што заузврат може помоћи да се њено деловање уобличи у позитивном светлу.
Учесници културне дипломатије често имају увид у ставове страних лица које службеници у амбасади немају. Ово се може користити за боље разумевање намера и способности стране земље. Такође се може користити за сузбијање непријатељске пропаганде и прикупљање обавештајних података отвореног кода.
Све у свему, културна дипломатија има потенцијал да демонстрира националну моћ, створи окружење погодно за подршку и помогне у прикупљању и тумачењу информација. Ово, заузврат, помаже у тумачењу обавештајних података, повећава престиж нације и помаже у добијању подршке за политику у иностранству. Сви ови фактори утичу на безбедност једне нације, тако да културна дипломатија има утицај и улогу коју треба да игра у погледу националне безбедности.

## Алати и примери
Културна дипломатија може и користи сваки аспект културе једне нације. Ово укључује:
- Уметности укључујући филм, плес, музику, сликарство, скулптуру итд.
- Изложбе
- Образовни програми као што су универзитети и језички програми у иностранству
- Размене – научне, уметничке, образовне итд.
- Књижевност - оснивање библиотека у иностранству и превођење популарних и националних дела
- Емитовање вести и културних програма
- Поклони једној нацији, који показује промишљеност и поштовање
- Верска дипломатија, укључујући међурелигијски дијалог
- Промоција и објашњење идеја и друштвених политика

Сви ови алати настоје да страној публици донесу разумевање културе једне нације. Они најбоље функционишу када се покаже да су релевантни за циљну публику, што захтева разумевање публике. Алати се могу користити кроз рад невладиних организација, дијаспоре и политичких партија у иностранству, што може помоћи у решавању изазова релевантности и разумевања. Ове алате углавном не ствара влада, већ производи култура и онда влада омогућава њихово изражавање у иностранству страној публици, у циљу стицања утицаја.

### Уметност
Током 1950-их Совјетски Савез је имао репутацију која се повезивала са миром, међународном класном солидарностом и напретком због свог спонзорства локалних револуционарних покрета за ослобођење. САД су биле познате по свом учешћу у Корејском рату и по очувању статуса кво. У настојању да промени ову перцепцију, Информативна агенција Сједињених Држава (УСИА) спонзорисала је изложбу фотографија под називом Породица човека. Изложба је првобитно била приказана у Музеју модерне уметности у Њујорку, али је потом УСИА помогла да се изложба види на 91 локацији у 39 земаља. 503 фотографије 237 професионалних и аматерских фотографа курирао је и саставио Едвард Штајхен. Слике су приказивале погледе на свакодневни људски живот у различитим фазама; удварање, рођење, родитељство, посао, самоизражавање, и друго, укључујући слике из Велике депресије. Слике су биле мултикултуралне и само неколико је отворено политички служило да покажу еклектицизам и разноликост америчке културе, што је основа америчке меке моћи. Изложба је била изузетно популарна и привукла је велики број публике, укратко.
Сличан подухват је извео Стејт департмент Сједињених Држава у фебруару 2002. под називом Слике са нулте тачке. Екран је укључивао 27 слика, са детаљима о нападима Џоела Мајеровица 11. септембра који су, уз подршку амбасада и конзулата, циркулисали у 60 земаља. Изложба је имала за циљ да обликује и одржи јавно сећање на напад и његове последице. Поставка је настојала да прикаже људску страну трагедије, а не само уништавање зграда. Приказ је такође имао за циљ да прикаже причу о опоравку и решењу кроз документовање не само туге и бола, већ и напора за опоравак. У многим земљама у којима је приказан приказ био је персонализован за становништво. На пример, рођаци оних који су умрли у Кулама често су били позивани на отварање догађаја. На овај начин, САД су биле у могућности да сами укажу на трагедију и сачувају свет од заборава.

### Плес
Позиционирање извођачких уметности кроз историју показује да је плес био средство за показивање моћи, промовисање националног поноса и одржавање међународних односа. Током Хладног рата, избори заплета и кореографије коришћени у плесу су демонстрирали социјалистички вредности односно супростављене капиталистичке вредности. На тај начин, земље су могле да поделе своје идеје. 1955. године, Стејт департмент Сједињених Држава је слао Martha Graham Dance Companyи у многе земље захваћене Хладним ратом. Неке од ових земаља укључивале су Бурму, Индију, Пакистан, Јапан, Филипине и Тајланд које су биле предмет бојазни за Сједињене Државе јер су се лако могле изгубити од комунизма, како је предвиђено у Ајзенхауеровој Домино теорији. Кореографија је помешала азијску естетику са америчким вредностима, стварајући иновативну представу која је показала шта су Сједињене Државе и капиталистичко друштво у стању да изведу. Наступи су примљени са похвалама и репозиционирали су имиџ Сједињених Држава у очима међународне заједнице.
Културну дипломатију кроз уметност користио је и Совјетски Савез због високе вредности коју су придавали култури и веровања да може да уједини људе. Од „ Новог совјетског човека“ се очекивало да разуме уметност и да може да допринесе друштву. Совјетски Савез је 1959. одлучио да пошаље једну од својих веома цењених балетских компанија, Бољшој, на турнеју по Сједињеним Државама. Циљ им је био да покажу уметничке и физичке способности својих грађана. На репертоару су били Ромео и Јулија, Пиљено језеро, Жизел и Камени цвет. Постојала су и два мешовита закона која су укључивала и пре и постреволуционарни садржај. Лабудово језеро и композитор, Петар Чајковски, сматрани су руским класицима који се уклапају у марксистичку идеологију и стога су прихваћени у комунистичком репертоару. Други класични балети су рекомпоновани да демонстрирају ову идеологију. Док су Американци били изузетно узбуђени што су гледали балете и хвалили балерине, репертоар није био добро прихваћен. Ово је била алатка коју су критичари користили да изразе радост гледања балетске трупе док су критиковали совјетску политику. Притужба да је комунизам старомодна идеологија добила је живот јер су већина балета извођена били класични комади. Плес који се производи у Сједињеним Америчким Државама, на пример Баланчин и Марта Грејем, сматран је модерним са индивидуалистичким стилом.
Каснији пример плеса током Хладног рата био је Совјетски Савез и Сједињене Државе које су неко време размењивале балетске трупе у циљу бољих културних односа. Октобра 1962. Њујоршки балет (НИЦБ) је био на турнеји по Совјетском Савезу. У Њујорку, Бољшој је изводио Спартак Арама Хачатурјана. Овај балет је требало да узбуди америчку публику и докаже да Совјетски Савез може да произведе нове представе пуне акције. Креација Совјетског Савеза се и даље није сматрала иновативном јер је пре ове представе објављен холивудски филм Спартак Стенлија Кјубрика. Истовремено, у Совјетском Савезу се изводило седамнаест балета Џорџа Баланчина, који се сматра веома утицајном фигуром америчког балета иако је рођен у Русији. Још једном је балет коришћен да се покаже уметност земље и моћ уз побољшање међународних односа. Многи фактори су ову турнеју учинили врхунцем у хладноратовским разменама. Турнеја је одржана у исто време када и Кубанска ракетна криза. Такође, појављивање NYCB у Совјетском Савезу било је упитно јер су критике Баланчинових балета биле цензурисане. Уместо негативних реакција, трупа је топло дочекана. И Сједињене Америчке Државе и Совјетски Савез сагласиле су се са Баланчиновом одлуком да у својој кореографији стави нагласак на музику. И даље је постојало фундаментално неслагање с тим јер је Баланчин често изјављивао да музика нема значење и да совјетско друштво није имало исту идеологију. Пошто су балети сваке компаније оцењивани на основу унапред створених представа о друштву и уметности, мишљења су се сукобљавала и тумачења су била различита. САД су углавном биле познате по производњи апстрактних модерних комада који су у складу са капиталистичким и индивидуалистичким размишљањем. Са друге стране, Совјетски Савез је продуцирао наративне балете који су имали за циљ преваспитавање грађана и наглашавање значаја друштва. Ове размене су такође виђене као битка између капитализма и комунизма, при чему је сваки показивао своје вредности и моћ. Ово је само неколико примера да се плес користи за приказивање уметности и моћи уз побољшање међународних односа.

### Изложбе
Изложбе су често коришћене током Хладног рата да би се демонстрирала култура и напредак и САД и Совјетског Савеза. Године 1959. у парку Соколники у Москви одржана је америчка национална изложба. Изложбу је отворио потпредседник Ричард Никсон, а присуствовали су Волт Дизни, Бакминстер Фулер, Вилијам Рендолф Херст и виши руководиоци Пепсија, Кодака и Мејси. Садржала је америчку робу широке потрошње, аутомобиле, чамце, РЦА телевизоре у боји, храну, одећу итд., И узорке америчких производа као што је Пепси. Унутра је била постављена типична америчка кухиња у којој су гледаоци могли да из птичије перспективе гледају како се припремају замрзнути оброк. ИБМ РАМАЦ рачунар је програмиран да одговори на 3.500 питања о Америци на руском. Најпопуларније питање је било шта је значење америчког сна? Совјети су покушали да ограниче публику само давањем улазница члановима партије и постављањем сопствене ривалске изложбе. Али на крају су људи дошли, а игле за сувенире које су биле подељене појавиле су се у сваком углу земље. Совјети су забранили штампани материјал, али су га Американци ипак издали. Најпопуларнији предмети били су Библија и Сирсов каталог. Водичи за изложбу били су амерички дипломирани студенти, укључујући Афроамериканке и жене, који су говорили руски. Ово је Русима дало могућност да разговарају са правим Американцима и постављају тешка питања. Амбасадор у Москви Луелин Томпсон је прокоментарисао да би нам „изложба вредела више од пет нових бојних бродова“. Изложбе попут ове су коришћене да би се приказало најбоље што је култура могла да понуди и у суштини показала на начин који је деловао без претње, па чак и пријатељски.

### Размене
Корисност размене заснива се на две претпоставке – неки облик политичке намере лежи иза размене и резултат ће имати неку врсту политичког ефекта. Идеја је да размене креирају мрежу утицајних људи у иностранству која ће их везати за земљу домаћина и која ће више ценити земљу домаћина због времена проведеног тамо. Размене се углавном одвијају у младости, дајући земљи домаћину прилику да створи приврженост и стекне утицај у младости која је упечатљива.
Пример размене је Фулбрајтов програм САД.

### ТВ, музика, филм
Популарна забава је изјава о друштву које приказује. Ови културни прикази могу носити важне поруке у вези са индивидуализмом, избором потрошача и другим вредностима. На пример, совјетска публика која је гледала америчке филмове научила је да Американци поседују сопствене аутомобиле, да не морају да стоје у дугим редовима да купе храну и да не живе у заједничким становима. Ова запажања нису имала за циљ да буду политичке поруке када је Холивуд стварао филмове, али су ипак носила поруку.
Културни програм који укључује латино џез музику и Болеро је Стејт департмент препознао као важно дипломатско средство током периода Другог светског рата. Почетком 1940-их, Нелсон Рокфелер из Канцеларије координатора за међуамеричка питања сарађивао је са Едмундом А. Честером из ЦБС радио мреже како би публици на оба континента приказао водеће музичаре из Северне и Јужне Америке. Музички уметници као што су Алфредо Антонини, Териг Тучи, Џон Сери старији, Мигел Сандовал, Хуан Арвизу, Елза Миранда, Ева Гарза, Мануолита Ариола и Нестор Места Чајрес учествовали су у овом заиста међународном настојању да се подстакне мир широм Америке кроз заједничке музичке представе.
У ери после Другог светског рата, војска САД је такође признала значај културног програма као вредног дипломатског алата усред рушевина у Европи. Године 1952. Седма армија САД ангажовала је стручност младог диригента Семјуела Адлера да оснује Симфонијски оркестар Седме армије у Штутгарту у Немачкој како би демонстрирао заједничко културно наслеђе Америке и Европе. Извођење класичне музике оркестра настављено је широм Европе до 1962. године. Они су показали таленте неколико познатих диригента и музичара укључујући: Џејмса Диксона, Џона Ферита, Хенрија Луиса и Кенета Шермерхорна.
Како је Хладни рат између САД и Совјетског Савеза ескалирао 1950-их, Стејт департмент је такође подржао извођење класичне музике као незаменљивог дипломатског средства. Имајући ово на уму, председник Двајт Д. Ајзенхауер је 1954. године основао Хитни фонд за међународне послове како би стимулисао представљање америчких културних достигнућа међународној публици у областима плеса, позоришта и музике. Године 1954. програм Културних презентација Стејт департмента успоставио је сарадњу са Саветодавним музичким панелом Америчког националног позоришта и академије (АНТА) да би проценио потенцијалне музичке извођаче који би најбоље могли да представљају Америку на местима за извођење широм света. Чланови саветодавног панела били су познати амерички композитори и академици као што су: Вирџил Томсон, Хауард Хансон, Вилијам Шуман, Милтон Катимс и музички критичар Алфред Франкештајнн. Поред тога, Стејт департмент је одабрао Hanson's Eastman Philharmonia Orchestra за наступе у оквиру дуге међународне турнеје реализоване на основу културне размение 1961. године. Концертне наступе ове елитне групе ученика Истман школе музике наишле су на похвале критике од стране одушевљене публике у тридесет четири града у шеснаест земаља широм Европе, Блиског истока и Русије.
Џез је играо кључну улогу током Хладног рата у успостављању политичких веза. Продуцент Вилис Коновер је објаснио џез као отелотворење антиидеологије или алтернативног начина живота увођењем новог стила музике са лабавом структуром и импровизацијом. У новембру 1955. Њујорк тајмс је прогласио Луиса Армстронга за најефикаснијег америчког амбасадора. Оно што нису могле америчке дипломате, урадили су Армстронг и његова џез музика. Овај чланак је тврдио да су музичари, попут Армстронга, створили универзални језик за комуникацију.
Џез се првобитно појавио у Совјетском Савезу током 1920-их и 1930-их, али је брзо изгубио на популарности. После Другог светског рата, џез је поново почео да се појављује, али га је осудио Андреј Жданов. Сматрао је џез корумпираним и капиталистичким због чињенице да је израстао из Сједињених Држава у време политичких немира. Током 1950-их до 1960-их, Покрет за грађанска права, деколонизација Африке и Азије и културно и политичко ривалство Сједињених Држава и Совјетског Савеза створили су потребу за културном разменом. Као резултат тога, влада САД послала је џез бенд састављен од афроамеричких музичара у иностранство на турнеје, укључујући Блиски исток и Африку, са циљем да црни музичари успоставе везе са својим афричким наслеђем.
Дјуке Елингтон, Б. Б. Кинг и Дизи Гиллепси су путовали у Африку и тамо свирали ради подстицања везе са афричком дијаспором. Године 1956. Дизи Гилеспи преузео је улогу музичког амбасадора током свог путовања на Блиски исток. Он је известио председника Ајзенхауера да су он и његов џез бенд били ефикасни против црвене пропаганде. Са својом међурасном групом, џез бенд је могао да комуницира преко друштвених и језичких баријера. Током путовања бенда у Атину, у Грчкој, наступ је трансформисао публику антиамеричких студената, љутих због става САД о грчкој десничарској диктатури. На крају наступа, Гилеспи је рекао да је публика волела музику и да га је после наступа бацио на рамена. Дипломате су истакле позитивне ефекте музичке дипломатије на јавност.
Од 1955. до 1996. џез продуцент Вилис Коновер водио је музички програм под називом „Музика САД“, за Глас Америке, како би помогао да се џез музичари постану амерички амбасадори. Коновер је објаснио: „Џез је мешавина тоталне дисциплине и анархије“, због начина на који се музичари слажу око темпа, тоналитета и акорда, али се разликује по слободи изражавања. Чак тридесет милиона слушалаца широм света, укључујући милионе у Совјетском Савезу, слушало је четрдесет пет минута поп музике и четрдесет пет минута џеза уз информативну емисију која је претходила сваком. Многи критичари су изјавили да је Коноверов програм одиграо велику улогу у поновном оживљавању џеза у Совјетском Савезу након Другог светског рата. Многи историчари верују да је овај аспект слободе џеза био репрезентативан за америчку културу у то време.
Ефекат који су Битлси постигли у Русији током Хладног рата је пример како музички уметници и њихове песме могу постати политички. Током овог времена, рок музика је каналисала либералне „западњачке“ идеје као прогресивну и модернизовану форму уметности. Битлси су симболизовали западну културу на начин који је увео нове идеје за које многи верују да су помогли у слому комунизма. Као резултат тога, Битлси су служили као културне дипломате захваљујући својој популарности у Совјетском Савезу. Њихова музика је подстакла комуникацију младих и ујединила људе са заједничким духом популарне културе.
Коља Васин, оснивач Музеја Битлса и Храма љубави, мира и музике у Санкт Петербургу, је прокоментарисао да су Битлси „били као тест интегритета. Када би неко рекао било шта против њих, знали смо колико та особа вреди. Власти, наши учитељи, чак и наши родитељи, постали су идиоти за нас.“ Упркос покушајима владе Совјетског Савеза да спречи ширење популарности Битлса међу њиховим грађанима, бенд се показао подједнако популарним у СССР-у као и у Британији. Влада је отишла толико далеко да је цензурисала изражавање свих западних идеала, укључујући буржоаску ексцентричност Битлса, ограничавајући совјетским грађанима приступ њиховој музици. Лесли Вудеанд, редитељ документарних филмова, прокоментарисао је оно што је руском народу речено о Западу – „Једном када су људи чули дивну музику Битлса, једноставно није одговарала. Прогнозе надлежних нису одговарале ономе што су слушали. Систем је изграђен на страху и лажима и на тај начин су Битлси ставили тачку на страх, и разоткрили лажи.“ Попут Горбачова, многи руски млади су се сложили да су Битлси начин да се превазиђе културна изолација коју је наметнуо Хладни рат и појачан њиховим тренутним политичким системом.
На овај начин је музика Битлса погодила је и политичку жицу у Совјетском Савезу, чак и када песме нису требале да буду политичке. Овај контакт је ишао у оба смера. Године 1968, када је објављена песма „Back in the USSR“, албум је на омоту садржао цитат Пола Макартнија који је гласио „Објављујући ову плочу, направљену специјално и искључиво за СССР, пружам руку мира и пријатељство према совјетском народу“. Током првог путовања Пола Макартнија у Русију у мају 2003. поздравило га је скоро пола милиона обожавалаца. Један руски критичар је известио: „Једина особа на Црвеном тргу која није била такнута био је Лењин“.

### Брендирање места
Овај имиџ и репутација постали су суштински део „стратешке правичности државе“. Брендирање места је „укупност мисли, осећања, асоцијација и очекивања која падају на памет када су потенцијални клијенти или потрошачи изложени имену ентитета, логотипу, производима, услугама, догађајима или било ком дизајну или симболу који их представља“. Брендирање места је неопходно да би имиџ земље био прихватљив за инвестиције, туризам, политичку моћ итд. Како је Џозеф Нај прокоментарисао, „у информатичком добу често побеђује страна која има бољу причу“, то је резултирало померањем са дипломатије старог стила на изградњу бренда и управљање репутацијом. Укратко, земља може да искористи своју културу да створи бренд за себе који представља позитивне вредности и имиџ.

### Музејска дипломатија
Музејска дипломатија је подскуп културне дипломатије која се бави музејима и културним артефактима које они излажу. Ово може бити у облику изградње/подржавања музеја, даривања уметности/антиквитета и путујућих изложби.
Француска је предњачила у коришћењу повратка уметности и артефаката опљачканих током њихове колонијалне прошлости својој матичној земљи за дипломатска средства.

## Компликације
Културна дипломатија представља низ јединствених изазова за сваку владу која покушава да спроводи програме културне дипломатије. Већина идеја које страно становништво посматра није под контролом владе. Влада обично не производи књиге, музику, филмове, ТВ програме, потрошачке производе, итд. који допиру до публике. Највише што влада може да уради јесте да покуша да створи отворе како би порука могла да дође до масовне публике у иностранству. Да би била културно релевантна у доба глобализације, влада мора да врши контролу над токовима информационих и комуникационих технологија, укључујући трговину. Ово је такође тешко за владе које делују у друштву слободног тржишта где влада не контролише највећи део токова информација. Оно што влада може да уради је да ради на заштити културног извоза тамо где он цвета, коришћењем трговинских споразума или добијањем приступа страним телекомуникационим мрежама.
Такође је могуће да се званичници страних влада могу супротставити или одупрети одређеним културним извозима док их народ навија. Ово може отежати добијање подршке за званичне политике. Културне активности могу бити и благослов и проклетство за нацију. Ово може бити случај ако су одређени елементи културе увредљиви за страну публику. Одређене културне активности такође могу поткопати циљеве националне политике. Пример за то је веома јавно америчко неслагање према рату у Ираку, док га је званична владина политика још увек подржавала. Истовремено, распрострањеност протеста је можда привукла неке странце отворености Америке. Успех културне дипломатије је такође тешко измерити.

## Институције
- Бразилски културни центар
- Институт Конфуције
- Институт Каро и Куерво
- Чешки центри
- Дански културни институт
- European Union National Institutes for Culture
- Алијанс франсез
- Институт франсез
- Фински културни и академски институти
- Гете институт
- Центар за грчки језик
- Хеленска фондација за културу
- Институт Баласи
- Индијски савет за културне односе
- Култура Ирске
- Италијански институт за културу
- Друштво Данте Алигијери
- ЕММА за мир
- Јеврејска агенција за Израел
- Јапанска фондација
- Корејско удружење пријатељства
- Сентро Ризал
- Институт Адам Мицкиевиц
- Пољски институт
- Институт Камоес
- Румунски културни институт
- Фондација "Руски мир"
- Корејски културни центар
- Корејска фондација
- Институт Сервантес
- Шведски институт
- Uкрајински институт
- Британски савет
- Bureau of Educational and Cultural Affairs
- United States Information Agency
- Институт Јунус Емре